# Mitobates
Genre
Synonymes
- Dolichoscelis Hope, 1837
- Despiroides Mello-Leitão, 1932
- Metaroeweria Mello-Leitão, 1936

Mitobates est un genre d'opilions laniatores de la famille des Gonyleptidae.

## Distribution
Les espèces de ce genre sont endémiques  de l'État de Rio de Janeiro au Brésil.

## Liste des espèces
Selon World Catalogue of Opiliones (28/08/2021) :
- Mitobates elegantulus (Mello-Leitão, 1940)
- Mitobates inermis Kury, 1989
- Mitobates pulcher (Mello-Leitão, 1932)
- Mitobates triangulus Sundevall, 1833
- Mitobates xanthophthalmus (Mello-Leitão, 1932)

## Publication originale
- Sundevall, 1833 : Conspectus Arachnidum. C.F. Berling, Londini Gothorum, p. 1-39.